# Modesty
Modesty var ett popband från Gävle bestående av Peter Ericson, bas och sång, Pelle Nylén, gitarr, och Joakim Sundström, trummor. Bandet splittrades 1990. 

## Diskografi

### Album
- 1989 - Pieces Of Modesty (CBS Records International).[1]

### Singlar
- 1987 - Up To You (CBS Records International).[2]
- 1987 - One More Broken Heart (CBS Records International).[3]
- 1988 - Don't Forget Me (CBS Records International).[4]
- 1988 - Too Late (CBS Records International).[5]
- 1989 - Say A Prayer (CBS Records International).[6]
- 1989 - Standing Alone (CBS Records International).[7]

## Citat
The important thing is not what the artist had in mind to begin with but at what point he decided to stop". Harding, D.W.
Citat från Albumet Pieces Of Modesty, 1989.